# Bull Island (Irlande)
Pour les articles homonymes, voir Bull Island.
Bull Island (en irlandais : Oileán an Tairbh), ou North Bull Island (en irlandais : Oileán an Tairbh Thuaidh) est une île située en Irlande près de Dublin, dans la baie de Dublin.

## Environnement
Bull Island constitue un site Ramsar, et est incluse dans la réserve de biosphère de la baie de Dublin.